# Congregação das Irmãs de Nossa Senhora da Misericórdia

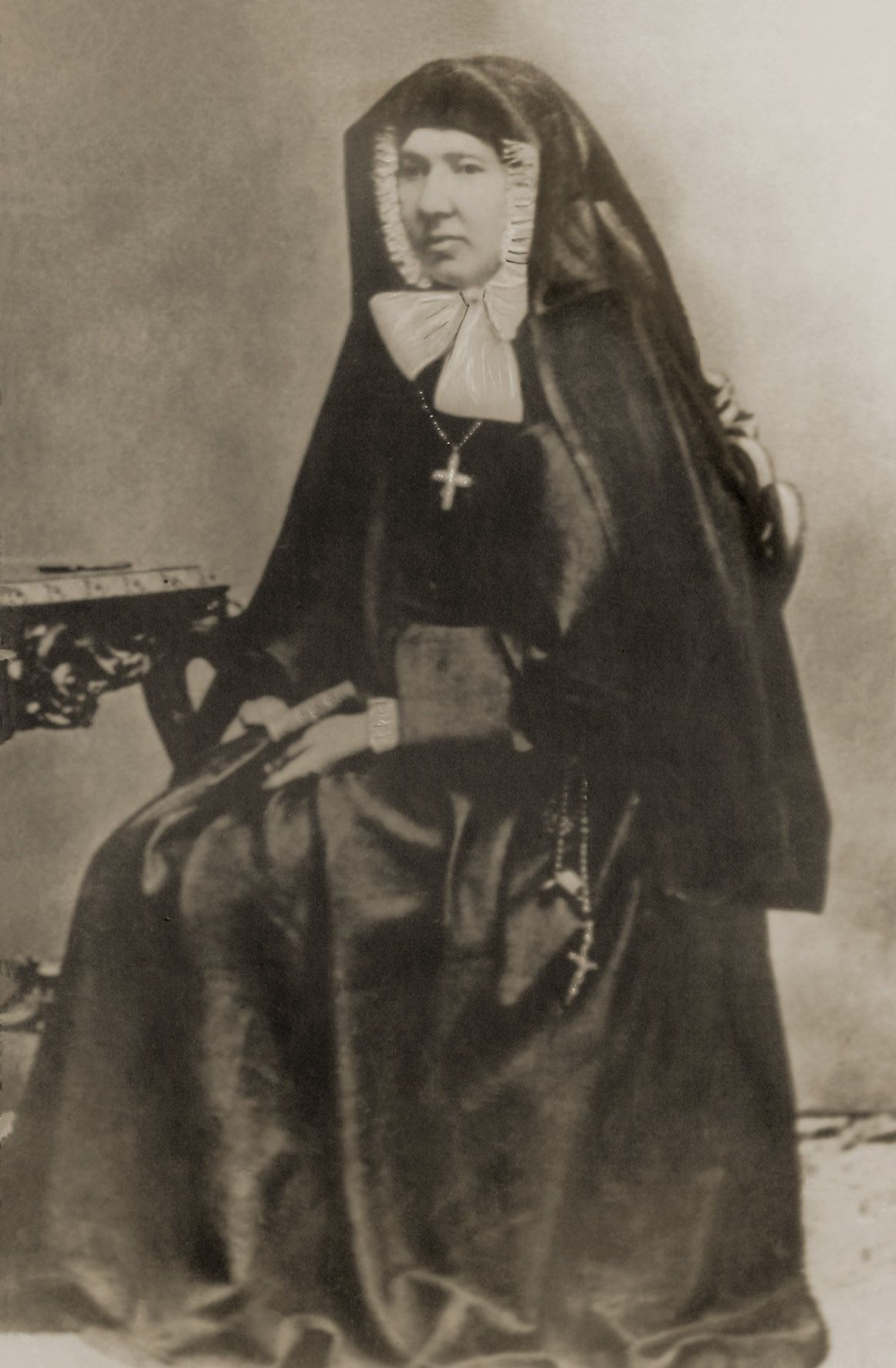
Madre Teresa Ewa Potocka

A Congregação das Irmãs de Nossa Senhora da Misericórdia (Congregatio Sororum Beatae Mariae Misericordiae, lat.), (Zgromadzenie Sióstr Matki Bożej Miłosierdzia, pol.) - foi fundada por Madre Teresa Eva Potocka (1814-1881) em Varsóvia, Polônia, em 1 de novembro de 1862. Esta foi a primeira "Casa da Misericórdia".

## História

### Origens e desenvolvimento da missão
Madre Teresa Eva, nascida Condessa Potocka Sułkowska, após oito meses de prática na Casa da Misericórdia no Laval (França) retornou à Polônia e - a convite do arcebispo Sigismundo Feliński - assumiu o abrigo (Dom Schronienia, pol.) em Varsóvia para meninas falidas moralmente. Em 1º de novembro de 1862, o arcebispo Feliński dedicou uma capela e uma casa para meninas. Essa data foi adotada como a data de criação da 'Congregação das Irmãs de Nossa Senhora da Misericórdia' na Polônia. Em 1878, houve uma conexão com a assembleia no Laval e a obtenção de um decreto autorizando as atividades da Ordem Papal. A ordem é autossuficiente desde 1922.
Nos tempos comunistas, o governo polonês de 1962 nacionalizou as operações conduzidas pela congregação. Algumas delas foram convertidas à "Caritas" ; irmãs cuidavam de crianças afetadas pela redução da eficiência das doenças mentais e das mulheres.

## Faustina Kowalska
Em agosto de 1925, na casa religiosa de Varsóvia, Helena Kowalska, posteriormente Santa Faustina, iniciou seu postulado e, em 30 de abril de 1926, emitiu os votos perpétuos e tornou-se membro da congregação.

## Congregação

### Congregação nos EUA[3]
Em 1986, o cardeal Bernard Law, durante a peregrinação ao Santuário em Cracóvia-Łagiewniki, pediu à madre geral, Ir. Paulina Słomka, para enviar várias irmãs a Boston para criar uma comunidade de Irmãs de Nossa Senhora da Misericórdia. As três religiosas chegaram a Boston em 15 de setembro de 1988, onde se instalaram temporariamente no convento da paróquia de Nossa Senhora de Czestochowa. Foi a primeira casa de reunião internacional fundada fora da Polônia. Em 10 de outubro de 1993, elas se mudaram para uma casa permanente na Avenida Neponset em Boston.